# Flesh and Wood
Flesh and Wood è il settimo album in studio del cantante britannico naturalizzato australiano Jimmy Barnes, pubblicato nel 1993.

## Tracce
1. It Will Be Alright
2. The Weight (con The Badloves)
3. Ride the Night Away
4. Guilty (con Joe Cocker)
5. You Can't Make Love Without a Soul
6. Hell of a Time (con Ross Wilson)
7. Brother of Mine (con Tommy Emmanuel)
8. Fade to Black
9. Flame Trees
10. Still Got a Long Way to Go (con Diesel)
11. Still on Your Side
12. Stone Cold (con Don Walker)
13. Let It Go (con Deborah Conway)
14. We Could Be Gone (con Archie Roach)
15. Love Me Tender